# Act for the Resumption of Cash Payments
Peel's Bill, ou la loi de 1819 pour la reprise des paiements en espèces (1819 Act for the Resumption of Cash Payments), a marqué le retour de la monnaie britannique à l'étalon-or, après que la loi de 1797 sur les restrictions bancaires a vu le papier-monnaie remplacer la convertibilité en or et en argent sous les pressions financières des guerres révolutionnaires françaises.
Controversé lors de son adoption, le Peel's Bill a suscité des débats et des conflits au cours des décennies suivantes.

## Contexte
Le débat sur le retour à l'étalon-or remonte au moins au rapport Bullion de 1810, dont les recommandations d'un retour aux paiements en espèces dans un délai de deux ans ont été vivement contestées, entre autres, par Nicholas Vansittart, pour des raisons à la fois théoriques et pratiques.  Alors que le principe d'un retour à l'or était largement accepté, sa mise en œuvre a été reportée à plusieurs reprises, jusqu'à ce qu'en 1819, l'indignation publique oblige à créer un comité chargé d'examiner la question, présidé par Sir Robert Peel. Se proclamant initialement neutre sur la question — « J'ai voté avec Van en 1811 » — Peel s'est bientôt rallié à l'appel du bullionisme pour un retour à ce qui était considéré comme la monnaie saine et honnête de l'étalon-or.

## Adoption de la loi
L'opposition au Peel's Bill était très répandue parmi les financiers, les hommes d'affaires et les industriels, qui y voyaient un mouvement potentiellement déflationniste, parmi eux, seuls les négociants en coton de Manchester, cherchant à exporter à moindre coût, étaient  favorables. Cependant, l'intérêt foncier, cherchant à freiner la spéculation, était fortement en faveur de la mesure de Peel, et la Chambre des Communes l'a donc adoptée sans dissidence. Un retour progressif à l'étalon-or a alors été mis en place, et il s'est achevé en 1821.

## Conséquences
La Grande-Bretagne est restée sur l'étalon-or jusqu'à la Première Guerre mondiale, ce qui a contribué à faire de la livre sterling la monnaie mondiale de prédilection tout au long du XIXe siècle. Toutefois, à court terme, le projet de loi a produit un effet fortement déflationniste, et la chute des prix a fortement favorisé les détenteurs d'argent par rapport aux emprunteurs d'argent : les agriculteurs ont été doublement acculés, les hypothèques coûtant plus cher en termes réels, et les produits se vendant moins cher. Les gentlemen du pays ont réclamé un allègement, que ce soit par l'émission de petits billets de papier (brièvement essayé), par un retour au bimétallisme, ou par une restructuration de la dette pour tenir compte de l'évolution de la valeur de l'argent.
Le radical William Cobbett a contribué à cristalliser les sentiments avec son slogan « L'agriculteur contre le détenteur de fonds » ; le Whig Sir James Graham a publié un best-seller en dénonçant « une administration, plus liée aux rentes qu'à la terre », et le banquier conservateur Thomas Attwood (en) a créé l'Union politique de Birmingham (en) pour réformer le Parlement et le débarrasser du pouvoir rentier exercé par des arrondissements corrompus. Le mécontentement des députés d'arrière-ban sur la question de la monnaie a contribué à la chute du régime Pittite et à l'adoption du Great Reform Act. En 1833, le nouveau Parlement a vu une tentative d'Attwood, soutenue par les radicaux et les ultra-tories, de défaire l'étalon-or, vaincu de justesse par une alliance de deux fronts. Cette même année, un rapport du comité restreint Whig a reconnu que les créanciers et les personnes à revenu fixe avaient bénéficié de la reprise de l'étalon-or aux dépens des autres, mais a conclu, comme l'a dit le vicomte Althorp, que si « un vol grossier sur le public a été commis par le projet de loi de M. Peel en 1819, son abrogation ne constituerait qu'un vol similaire à l'envers ».